# Championnat du monde masculin de basket-ball 1967
Navigation
1963 - Brésil 1970 - Yougoslavie
Le Championnat du monde masculin de basket-ball 1967 s'est déroulé en Uruguay du 27 mai au 11 juin 1967.

## Podium final
Le podium final de ce championnat du monde est :
| Médaille                  | Pays        |
| ------------------------- | ----------- |
| Médaille d'or, monde      | URSS        |
| Médaille d'argent, monde  | Yougoslavie |
| Médaille de bronze, monde | Brésil      |

## Compétition
Les deux premiers de chaque groupe sont qualifiés pour le tour final. Lors de celui-ci, chaque équipe affronte les six autres du groupe, auquel s'est ajoutée l'Uruguay, qualifiée d'office pour ce tour final en tant qu'organisateur.
Le classement final s'établit en fonction des classements du tour final et du tournoi de classement.

## Équipes participantes et groupes
| Groupe A Italie Mexique Yougoslavie États-Unis | Groupe B Argentine Japon Pérou URSS | Groupe C Brésil Paraguay Pologne Porto Rico | Qualifiés pour le tour final Uruguay |

## Premier tour

### Groupe A
| Rang | Pays        | Pts | V | D |
| ---- | ----------- | --- | - | - |
| 1    | États-Unis  | 6   | 3 | 0 |
| 2    | Yougoslavie | 5   | 2 | 1 |
| 3    | Mexique     | 4   | 1 | 2 |
| 4    | Italie      | 3   | 0 | 3 |

### Groupe B
| Rang | Pays      | Pts | V | D |
| ---- | --------- | --- | - | - |
| 1    | URSS      | 6   | 3 | 0 |
| 2    | Argentine | 5   | 2 | 1 |
| 3    | Pérou     | 4   | 1 | 2 |
| 4    | Japon     | 3   | 0 | 3 |

### Groupe C
| Rang | Pays       | Pts | V | D |
| ---- | ---------- | --- | - | - |
| 1    | Brésil     | 6   | 3 | 0 |
| 2    | Pologne    | 5   | 2 | 1 |
| 3    | Porto Rico | 4   | 1 | 2 |
| 4    | Paraguay   | 3   | 0 | 3 |

## Tournoi de classement
| Rang | Pays       | Pts | V | D |
| ---- | ---------- | --- | - | - |
| 1    | Mexique    | 10  | 5 | 0 |
| 2    | Italie     | 9   | 4 | 1 |
| 3    | Pérou      | 8   | 3 | 2 |
| 4    | Japon      | 7   | 2 | 3 |
| 5    | Porto Rico | 6   | 1 | 4 |
| 6    | Paraguay   | 5   | 0 | 5 |

## Tour final
| Rang | Pays        | Pts | V | D |
| ---- | ----------- | --- | - | - |
| 1    | URSS        | 11  | 5 | 1 |
| 2    | Yougoslavie | 10  | 4 | 2 |
| 3    | Brésil      | 10  | 4 | 2 |
| 4    | États-Unis  | 10  | 4 | 2 |
| 5    | Pologne     | 8   | 2 | 4 |
| 6    | Argentine   | 7   | 1 | 5 |
| 7    | Uruguay     | 7   | 0 | 6 |

## Classement final
| Rang | Équipe      |
| ---- | ----------- |
| 1    | URSS        |
| 2    | Yougoslavie |
| 3    | Brésil      |
| 4    | États-Unis  |
| 5    | Pologne     |
| 6    | Argentine   |
| 7    | Uruguay     |
| 8    | Mexique     |
| 9    | Italie      |
| 10   | Pérou       |
| 11   | Japon       |
| 12   | Porto Rico  |
| 13   | Paraguay    |

## 5 Majeur du tournoi
- Radivoj Korac (Yougoslavie)
- Ivo Daneu (Yougoslavie)
- Mieczyslaw Lopatka (Pologne)
- Modestas Paulauskas (URSS)
- Luiz Cláudio Menon (Brésil)